# Rhizoctonia solani
Ризоктонія солані, чорна парша, бура гниль (Rhizoctonia solani) (Rhizoctonia solani) — патогенний грибок з широким діапазоном паразитування і поширення в усьому світі. Цей рослинний збудник був виявлений понад 100 років тому. Сучасну біномінальну назву надано у 1858 році.

## Будова
На поверхні бульб утворюються тверді чорні блискучі опуклі чорні склероції неправильної форми і різної величини (1-5 мм), що нагадують невеличкі частки чорнозему, у зв'язку з чим хвороба отримала назву «чорна парша».
Ризоктонія солані може проявлятися також у вигляді трохи вдавлених чорних плям діаметром 0,3-1 см навколо вічок. У ході росту хворої бульби уражена ділянка розтріскується, утворюючи сітку. На паростках бульб помітні вдавлені мокрі або сухі темні плями та виразки діаметром до 1 см і більше. На стеблах хвороба проявляється у вигляді «білої ніжки». На нижній підземній частині стебла з'являється сірувато-білий повстяний або мохоподібний наліт — базидіальна стадія гриба. На коренях хворобу можна ідентифікувати по коричневої плямистості. У разі незначного ураження коренів спостерігається в'янення рослин вдень, проте вночі такі рослини, як правило, поновлюють пружність. Тканина коренів загниває у разі сильного ураження і рослина помирає.
Великої шкоди гриб завдає насіннєвим бульбам, щільно вкриті великою кількістю склероціїв гриба, які гинуть ще до появи на поверхні ґрунту. Ті, що виживають, відстають у рості й розвитку.

## Життєвий цикл
Ризоктонія солані віддає перевагу теплій сирій погоді, і спалахи захворювання зазвичай виникають в перші місяці літа. Більшість симптомів збудника не проявляються до кінця літа і, отже, про хворий врожай може стати відомо на наступний рік (після посадки). За іншими даними у більшості випадків бульби заражаються у період від садіння до появи сходів.

## Поширення та середовище існування
Збудник, як відомо, приносить значну шкоду, пошкоджуючи в основному коріння і нижні стебла рослин. Гриб зустрічається у всіх частинах світу, і здатний атакувати різні рослини, в результаті чого пошкоджується насіння і плоди, з'являються виразки на стеблі, з'являються захворювання листя.

## Захисні заходи
Для запобігання хвороби потрібно дотримуватися сівозміни, використовувати здорові насіннєві бульби, протруювати їх, садити бульби в оптимальні строки, вирощувати стійкі сорти.